# Delta-missie
De Delta-missie was een elfdaagse ruimtemissie naar het Internationaal ruimtestation (ISS), waarin de ESA ruimtevaarder André Kuipers uit Nederland een belangrijke rol speelde. De lancering was op 19 april 2004.

## Doelen
Doelen van de Delta-missie waren:
- Een uitgebreid programma van wetenschappelijke experimenten, uit te voeren door André Kuipers.
- Het vervangen door de Sojoez TMA-4-ruimtevaartuig van de Sojoez TMA-3 dat aan het ISS was gekoppeld. De Sojoez ruimtevaartuigen fungeerden in geval van nood als "reddingsboot" van het ISS. Deze werden om de zes maanden vervangen, omdat de werking van de systemen van de Sojoez voor een beperkte periode gegarandeerd waren. De Sojoez TMA-3 werd op 20 oktober 2003 aan het ISS gekoppeld toen het de 8e Expeditie-bemanning naar het ruimtestation bracht. De Sojoez TMA-4 koppelde in april 2004 aan het ISS met aan boord André Kuipers en de 9e Expeditie-bemanning. De Sojoez TMA-3 keerde 8 dagen later terug naar de aarde met André Kuipers en de 8e Expeditie-bemanning.
- Het aflossen van de 8e Expeditie bemanning van het ISS door de 9e Expeditie bemanning. Dit zou normaal gesproken met een spaceshuttle gebeuren, maar sinds het ongeluk op 1 februari 2003 met de Columbia werden alle spaceshuttles aan de grond gehouden. Het aflossen van de Expeditie bemanningen moest dus met de Sojoez-ruimtevaartuigen gebeuren. De 8e Expeditie bemanning arriveerde in het ISS op 20 oktober 2003.

## Experimenten
Tijdens de missie voerde André Kuipers experimenten uit op het gebied van biologie, geneeskunde, technologische ontwikkeling, natuurkunde en aardobservatie.
Een voorbeeld was het testen van een trilvest met 56 trilelementen (vergelijkbaar met die uit een mobiele telefoon) dat oriëntatie in ruimte vergemakkelijkt en mogelijk kan helpen tegen ruimteziekte. Op aarde zouden trilvesten kunnen worden toegepast bij piloten, maar ook bij brandweerlieden die zich moeten kunnen oriënteren wanneer ze niets kunnen zien door de rook.
Ook heeft Kuipers in opdracht van de Technische Universiteit Eindhoven en Philips zogenaamde plasmalampen onderzocht: een nieuwe generatie lampen die op aarde nog niet optimaal functioneerde. Tevens testte hij een bacteriële brandstofcel, de zogenaamde BugNRG ("Bugenergy"). Deze was bedacht door twee eerstejaars studenten van de Universiteit Utrecht en de Technische Universiteit Delft.
Verder nam hij deel aan activiteiten die bedoeld waren om het Europese bemande ruimtevaartprogramma en ruimteonderzoek onder de aandacht te brengen van een breder publiek, vooral jongeren. Een voorbeeld hiervan was het experiment "Seeds in Space", waarbij scholen op de grond en André Kuipers in de ruimte tegelijkertijd raketsla (rucola) kweekten. De vraag daarbij was of raketsla omhoog groeit door licht of door zwaartekracht.

### Lijst van experimenten
Volgende experimenten werden uitgevoerd:
Fysiologische experimenten:
- CIRCA:  Astronaut aan de hartbewaking
- HEART:  Meer inzicht in bloeddrukregeling
- MOP:    Oorzaken van ruimteziekte
- MUSCLE: Rugpijn in de ruimte
- ETD:    Onderzoek naar de oriëntatie in gewichtloosheid (Eye Tracking Device)

Biologische experimenten:
- ACTIN:  Invloed van zwaartekracht op zoogdiercellen
- FLOW:   Botontkalking in de ruimte en op aarde
- ICE-first:First International C. Elegans Experiment
- KAPPA:  Invloed van zwaartekracht op ontstekingsreacties
- TUBUL:  Het interne skelet van plantencellen

Microbiologie:
- SAMPLE: Speuren naar bacteriën in het ISS

Natuurkundige experimenten:
- ARGES:  Energiezuinige lampen voor de toekomst

Aardobservatie:
- LSO:    Observatie van bliksems en “Sprites“

Technologische experimenten:
- HEAT:   Efficiënter koelen in de ruimte
- MOT:    Mouse telemeter - Monitoren van ruimtemuizen
- SUIT:   Oriënteren door een trillend vest

Educatieve projecten:
- ARISS:  Amateur Radio on ISS
- BugNRG: Effecten van gewichtloosheid op een bacteriële brandstofcel.
- GraPhoBox:De invloed van licht en zwaartekracht op de groeirichting van wortels en spruit van een plant
- SEEDS:  "Seeds in Space"
- VIDEO-3:Het in beeld brengen van een aantal effecten van gewichtloosheid op het menselijk lichaam.

## Tijdschema
- december 2002 - André Kuipers wordt geselecteerd als boordingenieur voor een vlucht naar het International Space Station. De vlucht wordt gepland voor oktober 2003.
- 1 februari 2003 - Bij haar terugkeer in de atmosfeer wordt het ruimteveer Columbia uiteen gereten en alle zeven bemanningsleden komen om het leven. Daarom worden alle spaceshuttles voorlopig aan de grond gehouden. Omdat verder alleen de Russische Sojoez-ruimtevaartuigen in staat zijn om ruimtevaarders van en naar het Internationaal ruimtestation te brengen, en het aantal zitplaatsen beperkt is, wordt de ruimtevlucht van André Kuipers uitgesteld tot april 2004.
- 4 november 2003 - De Nederlandse ministers van Economische Zaken en van Onderwijs, Cultuur en Wetenschappen maken bekend dat de vlucht van Kuipers missie DELTA zal heten.
- 29 januari 2004 - Een Progress bevoorradingsraket wordt gelanceerd die alvast de eerste lading experimenten naar het ISS brengt.
- 19 april 2004 - Lancering van de Sojoez TMA-4 vanaf Bajkonoer, Kazachstan om 5.18 uur Nederlandse tijd, met aan boord André Kuipers en de 9e Expeditie bemanning (Gennadi Padalka, Rusland en Michael Fincke, Verenigde Staten).
- 21 april 2004 - Koppeling van de Sojoez TMA-4 met het Internationaal ruimtestation, om 6.25 uur Nederlandse tijd.
- 29 april 2004 - Ontkoppeling tussen ISS en de Sojoez TMA-4 met aan boord André Kuipers en de 8e Expeditie bemanning (Alexander Kaleri, Rusland en Michael Foale, Verenigde Staten). Landing op aarde vindt enkele uren later plaats in Kazachstan om 2.40 uur Nederlandse tijd.

DELTA is een acroniem voor Dutch Expedition for Life science, Technology and Atmospheric research, maar verwijst ook naar de rivierdelta van Nederland. De missie wordt gefinancierd door de Nederlandse  ministeries van Economische Zaken en van Onderwijs, Cultuur en Wetenschappen.